# Adiantum fournieri
Adiantum fournieri är en kantbräkenväxtart som beskrevs av Edwin Bingham Copeland. Adiantum fournieri ingår i släktet Adiantum och familjen Pteridaceae. Inga underarter finns listade.